# Cúp quốc gia Wales 1937–38
Cúp quốc gia Wales FAW 1937–38 là mùa giải thứ 57 của giải đấu bóng đá loại trực tiếp hàng năm dành cho các đội bóng ở Wales.

## Từ viết tắt
Tên giải đấu nằm sau tên các câu lạc bộ.
- B&DL - Birmingham & District League
- CCL - Cheshire County League
- FL D2 - Football League Second Division
- FL D3N - Football League Third Division North
- FL D3S - Football League Third Division South
- MWL - Mid-Wales Football League
- ML - Midland League
- SFL - Southern Football League
- WLN - Welsh League North
- WLS D1 - Welsh League South Division One
- WCL - West Cheshire League
- W&DL - Wrexham & District Amateur League

## Vòng Một
| Số thứ tự trận | Đội nhà                       | Tỉ số | Đội khách                     |
| -------------- | ----------------------------- | ----- | ----------------------------- |
| 1              | Blaenau Ffestiniog (WLN)      | 2–2   | Llandudno (WLN)               |
| đá lại         | Llandudno (WLN)               | 1–1   | Blaenau Ffestiniog (WLN)      |
| đá lại         | Blaenau Ffestiniog (WLN)      | 3–1   | Llandudno (WLN)               |
| 2              | Colwyn Bay                    | 2–3   | Penrhyn Quarry (WLN)          |
| 3              | Llay Welfare (W&DL)           | 1–1   | Llanerch Celts (W&DL)         |
| đá lại         | Llanerch Celts (W&DL)         | 2–4   | Llay Welfare (W&DL)           |
| 4              | Caergwrle (W&DL)              | 3–0   | Rhosymedre                    |
| 5              | Crosville                     | 1–3   | Castle Firebrick Works (W&DL) |
| 6              | Mold Alexandra                | 3–3   | Cross Street Gwersyllt (W&DL) |
| đá lại         | Cross Street Gwersyllt (W&DL) | 7–0   | Mold Alexandra                |
| 7              | Buckley Town                  | 6–0   | Coedpoeth (W&DL)              |
| 8              | Druids (W&DL)                 | 0–5   | Chirk (W&DL)                  |
| 9              | Flint Town (WCL)              | 1–1   | Gwersyllt (W&DL)              |
| đá lại         | Gwersyllt (W&DL)              | 3–0   | Flint Town (WCL)              |
| 10             | Courtaulds Holywell           | 4–1   | Vron United (W&DL)            |
| 11             | Towyn                         | 0–4   | Aberdovey (MWL)               |
| 12             | Machynlleth (MWL)             | 3–4   | Porthmadog (WLN)              |
| 13             | Aberystwyth Town              | 4–1   | Pwllheli (WLN)                |
| 14             | Welshpool                     | 8–0   | Newtown (MWL)                 |
| 15             | Dolgelley Albion              | 3–1   | Bala Town                     |
| 16             | Tredomen Works                | 5–1   | Porth United                  |
| 17             | Blaina Town                   | 0–10  | Llanelly (WLS D1)             |
| 18             | Ebbw Vale (WLS D1)            | 0–0   | Caerphilly Town (WLS D1)      |
| đá lại         | Caerphilly Town (WLS D1)      | 2–2   | Ebbw Vale (WLS D1)            |
| đá lại         | Ebbw Vale (WLS D1)            | 4–1   | Caerphilly Town (WLS D1)      |
| 19             | Caerphilly United             | thắng | Penrhiwceiber                 |
| 20             | Rhayader (MWL)                | thắng | Llanidloes Town (MWL)         |

## Vòng Hai
Vòng này có sự tham gia của 20 đội thắng từ vòng Một cùng với Haverfordwest Athletic và Lovell’s Athletic.
| Số thứ tự trận | Đội nhà                         | Tỉ số | Đội khách                     |
| -------------- | ------------------------------- | ----- | ----------------------------- |
| 1              | Blaenau Ffestiniog (WLN)        | 1–1   | Penrhyn Quarry (WLN)          |
| đá lại         | Penrhyn Quarry (WLN)            | 4–1   | Blaenau Ffestiniog (WLN)      |
| 2              | Courtaulds Holywell             | 3–1   | Buckley Town                  |
| 3              | Chirk (W&DL)                    | 2–1   | Gwersyllt (W&DL)              |
| 4              | Llay Welfare (W&DL)             | 3–0   | Cross Street Gwersyllt (W&DL) |
| 5              | Castle Firebrick Works (W&DL)   | 3–5*  | Caergwrle (W&DL)              |
| đá lại         | Castle Firebrick Works (W&DL)   | 0–0   | Caergwrle (W&DL)              |
| đá lại         | Caergwrle (W&DL)                | 2–1   | Castle Firebrick Works (W&DL) |
| 6              | Porthmadog (WLN)                | 7–1   | Dolgelley Albion              |
| 7              | Aberystwyth Town                | 5–4   | Aberdovey (MWL)               |
| 8              | Llanidloes Town (MWL)           | 7–1   | Welshpool                     |
| 9              | Haverfordwest Athletic (WLS D1) | 3–1   | Tredomen Works                |
| 10             | Lovell's Athetic (WLS D1)       | 4–1   | Caerphilly United             |
| 11             | Ebbw Vale (WLS D1)              | 3–8   | Llanelly (WLS D1)             |

## Vòng Ba
Vòng này có sự tham gia của 10 đội thắng từ vòng Hai và 14 đội bóng mới. Llanelly đi thẳng vào vòng Bốn.
| Số thứ tự trận | Đội nhà                         | Tỉ số | Đội khách                       |
| -------------- | ------------------------------- | ----- | ------------------------------- |
| 1              | Penrhyn Quarry (WLN)            | 5–4   | Porthmadog (WLN)                |
| 2              | Macclesfield (CCL)              | 3–1   | Bangor City (B&DL & WLN)        |
| 3              | Kidderminster Harriers (B&DL)   | 1–2   | Cheltenham Town (SFL)           |
| 4              | Wellington Town (B&DL)          | 6–0   | Hereford United (B&DL)          |
| 5              | Oswestry Town (B&DL)            | 1–1   | Shrewsbury Town (B&DL)          |
| đá lại         | Shrewsbury Town (B&DL)          | 6–3   | Oswestry Town (B&DL)            |
| 6              | Caergwrle (W&DL)                | 4–3   | Llay Welfare (W&DL)             |
| 7              | Chirk (W&DL)                    | 3–2   | Courtaulds Holywell             |
| 8              | Aberystwyth Town                | 0–1   | Llanidloes Town (MWL)           |
| 9              | Aberdare Town (WLS D1)          | 0–3   | Aberaman (WLS D1)               |
| 10             | Cardiff Corinthians (WLS D1)    | 2–3   | Gwynfi Welfare (WLS D1)         |
| 11             | Lovell's Athetic (WLS D1)       | 3–0   | Milford United (WLS D1)         |
| 12             | Haverfordwest Athletic (WLS D1) | 4–4   | Troedyrhiw (WLS D1)             |
| đá lại         | Troedyrhiw (WLS D1)             | 1–2   | Haverfordwest Athletic (WLS D1) |

## Vòng Bốn
Vòng này có sự tham gia của 12 đội thắng từ vòng Ba, Llanelly và một đội bóng mới - Worcester City.
| Số thứ tự trận | Đội nhà                 | Tỉ số | Đội khách                       |
| -------------- | ----------------------- | ----- | ------------------------------- |
| 1              | Wellington Town (B&DL)  | 1–3   | Cheltenham Town (SFL)           |
| 2              | Macclesfield (CCL)      | 0–7   | Shrewsbury Town (ML)            |
| 3              | Llanidloes Town (MWL)   | 4–1   | Chirk (W&DL)                    |
| 4              | Penrhyn Quarry (WLN)    | 0–0*  | Caergwrle (W&DL)                |
| 5              | Llanelly (WLS D1)       | 2–1   | Haverfordwest Athletic (WLS D1) |
| 6              | Aberaman (WLS D1)       | 1–2   | Worcester City (B&DL)           |
| 7              | Gwynfi Welfare (WLS D1) | 0–3   | Lovell's Athetic (WLS D1)       |

## Vòng Năm
Vòng này có sự tham gia của 4 đội thắng từ vòng Bốn. Cheltenham Town, Shrewsbury Town và Worcester City đi thẳng vào vòng Sáu.
| Số thứ tự trận | Đội nhà               | Tỉ số | Đội khách                 |
| -------------- | --------------------- | ----- | ------------------------- |
| 1              | Llanidloes Town (MWL) | 2–1   | Caergwrle (W&DL)          |
| 2              | Llanelly (WLS D1)     | 3–0   | Lovell's Athetic (WLS D1) |

## Vòng Sáu
Vòng này có sự tham gia của 2 đội thắng từ vòng Năm, Cheltenham Town, Shrewsbury Town và Worcester City cùng với 11 đội bóng mới.
| Số thứ tự trận | Đội nhà                 | Tỉ số | Đội khách                |
| -------------- | ----------------------- | ----- | ------------------------ |
| 1              | Newport County (FL D3S) | 6–2   | Bristol City (FL D3S)    |
| 2              | Worcester City (B&DL)   | 2–2   | Barry (WLS D1 & SFL)     |
| đá lại         | Barry (WLS D1 & SFL)    | 1–1   | Worcester City (B&DL)    |
| đá lại         | Worcester City (B&DL)   | 2–0   | Barry (WLS D1 & SFL)     |
| 3              | Swansea Town (FL D2)    | 8–0   | Llanelly (WLS D1)        |
| 4              | Cardiff City (FL D3S)   | 0–1   | Cheltenham Town (SFL)    |
| 5              | New Brighton (FL D3N)   | 1–5   | Chester (FL D3N)         |
| 6              | Llanidloes Town (MWL)   | 1–1   | Rhyl (CCL)               |
| đá lại         | Rhyl (CCL)              | 1–0   | Llanidloes Town (MWL)    |
| 7              | Wrexham (FL D3N)        | 1–3   | Shrewsbury Town (ML)     |
| 8              | Southport (FL D3N)      | 2–0   | Crewe Alexandra (FL D3N) |

## Vòng Bảy
| Số thứ tự trận | Đội nhà                 | Tỉ số | Đội khách             |
| -------------- | ----------------------- | ----- | --------------------- |
| 1              | Newport County (FL D3S) | 1–0   | Cheltenham Town (SFL) |
| 2              | Swansea Town (FL D2)    | 1–0   | Worcester City (B&DL) |
| 3              | Rhyl (CCL)              | 3–2   | Southport (FL D3N)    |
| 4              | Chester (FL D3N)        | 0–0   | Shrewsbury Town (ML)  |
| đá lại         | Shrewsbury Town (ML)    | 2–1   | Chester (FL D3N)      |

## Bán kết
Swansea Town và Rhyl thi đấu tại Chester.
| Số thứ tự trận | Đội nhà              | Tỉ số | Đội khách               |
| -------------- | -------------------- | ----- | ----------------------- |
| 1              | Shrewsbury Town (ML) | 3–2   | Newport County (FL D3S) |
| 2              | Swansea Town (FL D2) | 7–2   | Rhyl (CCL)              |

## Chung kết
Cả trận Chung kết và trận đá lại đều diễn ra ở Shrewsbury.
| Số thứ tự trận | Đội nhà              | Tỉ số | Đội khách            |
| -------------- | -------------------- | ----- | -------------------- |
| 1              | Shrewsbury Town (ML) | 2–2   | Swansea Town (FL D2) |
| đá lại         | Shrewsbury Town (ML) | 2–1   | Swansea Town (FL D2) |